# Hammerspitze (bergstopp i Österrike)
Hammerspitze är en bergstopp i Österrike.   Den ligger i distriktet Bregenz och förbundslandet Vorarlberg, i den västra delen av landet, 500 km väster om huvudstaden Wien. Toppen på Hammerspitze är 2 259 meter över havet, eller 228 meter över den omgivande terrängen. Bredden vid basen är 2,0 km.
Terrängen runt Hammerspitze är bergig österut, men västerut är den kuperad. Runt Hammerspitze är det ganska glesbefolkat, med 26 invånare per kvadratkilometer.. Närmaste större samhälle är Mittelberg, 3,4 km väster om Hammerspitze. 
Trakten runt Hammerspitze består i huvudsak av gräsmarker.